# Americans United for Separation of Church and State
Americans United for Separation of Church and State (Américains Unis pour la Séparation de l'Église et l'État) est une association américaine vouée à la défense de la laïcité.
Elle s'oppose à toutes les campagnes publiques promues par la droite religieuse, en particulier la Moral Majority de Jerry Falwell et la Christian Coalition of America de Pat Robertson. Elle critique les subventions accordées aux écoles privées confessionnelles et l'enseignement du dessein intelligent dans le système public.
Elle interprète le premier amendement de la Constitution américaine comme allant dans le sens de la stricte laïcité, ce qui dépasse l'interprétation alternative de la simple liberté religieuse ou liberté des cultes.
Le groupe avait été fondé en 1947 à titre d'association protestante opposée à l'influence publique de l'Église catholique romaine. Puisque le groupe était à l'origine soupçonné d'anticatholicisme, son mandat fut élargi pour inclure l'opposition à l'influence publique de toutes les religions et tous les dogmes enseignés publiquement.